# Municipio 4 Cypress Creek
El municipio 4 Cypress Creek (en inglés: Township 4, Cypress Creek) es un municipio ubicado en el  condado de Jones en el estado estadounidense de Carolina del Norte. En el año 2010 tenía una población de 907 habitantes.

## Geografía
El municipio 4 Cypress Creek se encuentra ubicado en las coordenadas 35°0′55.14″N 77°29′37.38″O / 35.0153167, -77.4937167.